# Torneo del Interior 2007
El Torneo del Interior 2007 fue la tercera edición de este certamen, conocido también como Torneo Argentino C. El certamen marcó el retorno de representantes de Tierra del Fuego a los torneos del Consejo Federal, luego de la refundación de ligas regionales en la provincia desde 2006.
Los clubes ganadores de sus respectivas ligas regionales, más a veces los que terminan en segunda (2.ª) o tercera (3.ª) posición son los que clasifican a dicho torneo federal. En algunos casos la realización de una buena campaña también en dichas ligas otorga tal derecho, ya que muchos clubes campeones deciden ceder su plaza por cuestiones económicas o porque ya participan de un torneo federal superior a este.
Otorgó tres (3) ascensos directos al Torneo Argentino B 2007/08 y la posibilidad de seis más mediante la promoción.

## Sistema de disputa
Primera fase
Fase de grupos: Los 218 equipos participantes se dividieron en 57 grupos de 3 (10 grupos) y 4 (47 grupos) equipos cada una, dependiendo de su cercanía geográfica; donde se enfrentaron entre ellos a partidos de ida y vuelta. Clasificaron a la segunda fase los primeros de cada grupo y los treinta y nueve (39) mejores segundos de los grupos de cuatro equipos, totalizando 96 equipos.
Segunda fase
Fase eliminatoria: Los 96 clasificados se dividieron en tres grupos de llaves eliminatorias, a fin de determinar tres campeones simultáneamente, y se enfrentaron en eliminatorias a doble partido.
Ascensos: Los equipos que resultasen campeones ascendían al Torneo Argentino B 2007/08. Los seis perdedores de la cuarta fase se enfrentaron en eliminatorias a partido doble, obteniendo los ganadores, junto a los tres subcampeones, el derecho a jugar partidos de promoción contra seis (6) equipos del Torneo Argentino B 2006/07.

## Equipos participantes

### Distribución geográfica
| Región                           | Equipos |
| -------------------------------- | ------- |
| Provincia de Buenos Aires        | 68      |
| Provincia de Catamarca           | 5       |
| Provincia del Chaco              | 14      |
| Provincia del Chubut             | 4       |
| Provincia de Córdoba             | 12      |
| Provincia de Corrientes          | 6       |
| Provincia de Entre Ríos          | 15      |
| Provincia de Formosa             | 6       |
| Provincia de Jujuy               | 8       |
| Provincia de La Pampa            | 1       |
| Provincia de La Rioja            | 4       |
| Provincia de Mendoza             | 9       |
| Provincia de Misiones            | 4       |
| Provincia del Neuquén            | 3       |
| Provincia de Río Negro           | 9       |
| Provincia de Salta               | 12      |
| Provincia de San Juan            | 2       |
| Provincia de San Luis            | 3       |
| Provincia de Santa Cruz          | 6       |
| Provincia de Santa Fe            | 16      |
| Provincia de Santiago del Estero | 7       |
| Provincia de Tierra del Fuego    | 1       |
| Provincia de Tucumán             | 3       |
| Total                            | 218     |

### Zonas
| Zona    | Club                                       | Ciudad                        | Provincia             | Liga de Origen                                         |
| ------- | ------------------------------------------ | ----------------------------- | --------------------- | ------------------------------------------------------ |
| Zona 1  | Escuela Deportiva Junín                    | Junín                         | Mendoza               | Liga Rivadaviense de fútbol                            |
| Zona 1  | Oriental Argentino                         | Rivadavia                     | Mendoza               | Liga Rivadaviense de fútbol                            |
| Zona 1  | Sportivo Chilecito                         | San Carlos                    | Mendoza               | Liga Sancarlina de fútbol                              |
| Zona 2  | Unión Social y Deportiva Bowen             | Bowen                         | Mendoza               | Liga Alvearense de fútbol                              |
| Zona 2  | Huracán Las Heras                          | Las Heras                     | Mendoza               | Liga Mendocina de fútbol                               |
| Zona 2  | Sportivo Pedal Club                        | San Rafael                    | Mendoza               | Liga Sanrafaelina de Fútbol                            |
| Zona 3  | Club Sportivo Peñarol                      | Chimbas                       | San Juan              | Liga Sanjuanina de fútbol                              |
| Zona 3  | Sp. Juan Bartolomé Del Bono                | Rivadavia                     | San Juan              | Liga Sanjuanina de fútbol                              |
| Zona 3  | Gutiérrez Sport Club                       | General Gutiérrez             | Mendoza               | Liga Mendocina de fútbol                               |
| Zona 3  | Leonardo Murialdo                          | Villa Nueva                   | Mendoza               | Liga Mendocina de fútbol                               |
| Zona 4  | Club Atlético Argentino                    | San José                      | Mendoza               | Liga Mendocina de fútbol                               |
| Zona 4  | Deportivo Arizona                          | Arizona                       | San Luis              | Liga Sanluiseña de fútbol                              |
| Zona 4  | General San Martín                         | Villa Mercedes                | San Luis              | Liga de fútbol de Villa Mercedes                       |
| Zona 4  | Sportivo Mercedes                          | Villa Mercedes                | San Luis              | Liga de fútbol de Villa Mercedes                       |
| Zona 5  | Américo Tesorieri                          | La Rioja                      | Provincia de La Rioja | Liga Riojana de Fútbol                                 |
| Zona 5  | Andino Sport Club                          | La Rioja                      | Provincia de La Rioja | Liga Riojana de Fútbol                                 |
| Zona 5  | Atlético Anguinán                          | Anguinán                      | Provincia de La Rioja | Liga Chileciteña de fútbol                             |
| Zona 5  | San Buenaventura                           | Vichigasta                    | Provincia de La Rioja | Liga Chileciteña de fútbol                             |
| Zona 6  | San Lorenzo de Alem                        | Catamarca                     | Catamarca             | Liga Catamarqueña de fútbol                            |
| Zona 6  | Defensores del Norte                       | Catamarca                     | Catamarca             | Liga Catamarqueña de fútbol                            |
| Zona 6  | Rivadavia                                  | Huaco                         | Catamarca             | Liga Andalgalense de fútbol                            |
| Zona 6  | Racing del 250 vv                          | Belén                         | Catamarca             | Liga Belenista de fútbol                               |
| Zona 7  | Deportivo La Merced                        | La Merced                     | Catamarca             | Liga Chacarera de fútbol                               |
| Zona 7  | Independiente Beltrán                      | Beltrán                       | Santiago del Estero   | Liga Santiagueña de Fútbol                             |
| Zona 7  | Sarmiento                                  | La Banda                      | Santiago del Estero   | Liga Santiagueña de Fútbol                             |
| Zona 7  | Talleres                                   | Frías                         | Santiago del Estero   | Liga Cultural de fútbol de Frías                       |
| Zona 8  | Talleres General Belgrano                  | Añatuya                       | Santiago del Estero   | Liga Añatuyense de fútbol                              |
| Zona 8  | Atlético Icaño                             | Icaño                         | Santiago del Estero   | Liga Añatuyense de fútbol                              |
| Zona 8  | Atlético Mitre D                           | Santiago del Estero           | Santiago del Estero   | Liga Santiagueña de Fútbol                             |
| Zona 8  | Unión                                      | Santiago del Estero           | Santiago del Estero   | Liga Santiagueña de Fútbol                             |
| Zona 9  | Americano                                  | Carlos Pellegrini             | Santa Fe              | Liga Departamental de fútbol San Martín                |
| Zona 9  | Atlético Empalme                           | Empalme Villa Constitución    | Santa Fe              | Liga de fútbol Regional del Sud                        |
| Zona 9  | Juventud Pueyrredón                        | Venado Tuerto                 | Santa Fe              | Liga Venadense de fútbol                               |
| Zona 10 | Colón de San Justo                         | San Justo                     | Santa Fe              | Liga Santafesina de Fútbol                             |
| Zona 10 | Sanjustino                                 | San Justo                     | Santa Fe              | Liga Santafesina de Fútbol                             |
| Zona 10 | Ferrocarril del Estado                     | Rafaela                       | Santa Fe              | Liga Rafaelina de fútbol                               |
| Zona 10 | Sportivo Norte                             | Rafaela                       | Santa Fe              | Liga Rafaelina de fútbol                               |
| Zona 11 | Atlético Alumni                            | Casilda                       | Santa Fe              | Liga Casildense de fútbol                              |
| Zona 11 | Atlético Coronel Aguirre                   | Villa Gobernador Gálvez       | Santa Fe              | Asociación Rosarina de Fútbol                          |
| Zona 11 | Sportivo Rivadavia                         | Venado Tuerto                 | Santa Fe              | Liga Venadense de fútbol                               |
| Zona 11 | Teodelina F.B.C.                           | Teodelina                     | Santa Fe              | Liga Venadense de fútbol                               |
| Zona 12 | Atlético Argentino                         | San Carlos Centro             | Santa Fe              | Liga Santafesina de Fútbol                             |
| Zona 12 | Argentino Quilmes                          | Rafaela                       | Santa Fe              | Liga Rafaelina de fútbol                               |
| Zona 12 | La Perla del Oeste                         | Recreo                        | Santa Fe              | Liga Santafesina de Fútbol                             |
| Zona 12 | Libertad                                   | San Jerónimo Norte            | Santa Fe              | Liga Esperancina de fútbol                             |
| Zona 13 | Atlético Las Palmas                        | Córdoba                       | Córdoba               | Liga Cordobesa de Fútbol                               |
| Zona 13 | Argentino Peñarol                          | Córdoba                       | Córdoba               | Liga Cordobesa de Fútbol                               |
| Zona 13 | Sociedad Sportiva Devoto                   | Devoto                        | Córdoba               | Liga Regional de Fútbol San Francisco                  |
| Zona 13 | Tiro Federal                               | Morteros                      | Córdoba               | Liga Regional de Fútbol San Francisco                  |
| Zona 14 | Atlético San Basilio                       | San Basilio                   | Córdoba               | Liga Regional de fútbol de Río Cuarto                  |
| Zona 14 | Escuela Presidente Roca                    | Córdoba                       | Córdoba               | Liga Cordobesa de fútbol                               |
| Zona 14 | Fundación San Jorge                        | Brinkmann                     | Córdoba               | Liga Regional de Fútbol San Francisco                  |
| Zona 14 | Complejo Deportivo Teniente Origone        | Justiniano Posse              | Córdoba               | Liga Bellvillense de fútbol                            |
| Zona 15 | Defensores de Juventud                     | Justiniano Posse              | Córdoba               | Liga Bellvillense de fútbol                            |
| Zona 15 | Banda Norte                                | Río Cuarto                    | Córdoba               | Liga Regional de fútbol de Río Cuarto                  |
| Zona 15 | Club Sportivo y Biblioteca Atenas          | Río Cuarto                    | Córdoba               | Liga Regional de fútbol de Río Cuarto                  |
| Zona 15 | Atlético San Martín                        | Monte Buey                    | Córdoba               | Liga Bellvillense de fútbol                            |
| Zona 16 | Atlético Mitre                             | San Ramón de la Nueva Orán    | Salta                 | Liga Regional de fútbol del Bermejo                    |
| Zona 16 | Deportivo Estrella                         | Taco Pozo                     | Chaco                 | Liga Anteña de fútbol                                  |
| Zona 16 | Sportivo Alberdi                           | Libertador General San Martín | Jujuy                 | Liga Regional Jujeña de fútbol                         |
| Zona 16 | Deportivo El Galpón                        | El Galpón                     | Salta                 | Liga Metanense de fútbol                               |
| Zona 17 | Atlético Sanidad                           | Salta                         | Salta                 | Liga Salteña de fútbol                                 |
| Zona 17 | Deportivo La Florida                       | Cafayate                      | Salta                 | Liga Calchaquí de fútbol                               |
| Zona 17 | Islas Malvinas Gral. Güemes                | General Güemes                | Salta                 | Liga Güemense de fútbol                                |
| Zona 17 | Juventud Unida                             | Rosario de Lerma              | Salta                 | Liga de fútbol del Valle de Lerma                      |
| Zona 18 | Atlético Cuyaya                            | Jujuy                         | Jujuy                 | Liga Jujeña de Fútbol                                  |
| Zona 18 | Atlético El Carmen                         | Perico                        | Jujuy                 | Liga Departamental de fútbol de El Carmen              |
| Zona 18 | Tiro y Deportes Río Grande                 | La Mendieta                   | Jujuy                 | Liga Regional Jujeña de fútbol                         |
| Zona 18 | Atlético Barrio Obrero                     | Joaquín V. González           | Salta                 | Liga Anteña de fútbol                                  |
| Zona 19 | Atlético Chicoana                          | Chicoana                      | Salta                 | Liga de fútbol del Valle de Lerma                      |
| Zona 19 | Independiente                              | Hipólito Yrigoyen             | Salta                 | Liga Regional de fútbol del Bermejo                    |
| Zona 19 | Unión Calilegua                            | Libertador General San Martín | Jujuy                 | Liga Regional Jujeña de fútbol                         |
| Zona 19 | Club Atlético Gorriti                      | Jujuy                         | Jujuy                 | Liga Jujeña de Fútbol                                  |
| Zona 20 | Altos Hornos Zapla D                       | Palpalá                       | Jujuy                 | Liga Jujeña de Fútbol                                  |
| Zona 20 | Atlético Los Lapachos                      | Los Lapachos                  | Jujuy                 | Liga Departamental de fútbol de El Carmen              |
| Zona 20 | Atlético Independiente                     | Tartagal                      | Salta                 | Liga Departamental de fútbol de General San Martín     |
| Zona 20 | River Plate                                | Embarcación                   | Salta                 | Liga Regional de fútbol del Bermejo                    |
| Zona 21 | General Güemes                             | Rosario de la Frontera        | Salta                 | Liga de fútbol de Rosario de la Frontera               |
| Zona 21 | Central Norte                              | Tucumán                       | Tucumán               | Liga Tucumana de Fútbol                                |
| Zona 21 | Atlético Famaillá                          | Famaillá                      | Tucumán               | Liga Tucumana de Fútbol                                |
| Zona 21 | Sportivo Guzmán                            | Tucumán                       | Tucumán               | Liga Tucumana de Fútbol                                |
| Zona 22 | Atlético Independiente                     | Villa del Rosario             | Entre Ríos            | Liga de fútbol de Chajarí                              |
| Zona 22 | Cicles Club Unidos                         | La Paz                        | Entre Ríos            | Liga Paceña de fútbol                                  |
| Zona 22 | Atlético Nueva Vizcaya                     | Nueva Vizcaya                 | Entre Ríos            | Liga Federalense de fútbol                             |
| Zona 22 | Sportivo Santa Lucía                       | Goya                          | Corrientes            | Liga Goyana de fútbol                                  |
| Zona 23 | Club Atlético Colegiales                   | Concordia                     | Entre Ríos            | Liga Concordiense de fútbol                            |
| Zona 23 | Atlético Rivadavia                         | Concepción del Uruguay        | Entre Ríos            | Liga de fútbol de Concepción del Uruguay               |
| Zona 23 | Deportivo Comunicaciones                   | San José de Feliciano         | Entre Ríos            | Liga Felicianense de fútbol                            |
| Zona 23 | Salto Grande                               | Concordia                     | Entre Ríos            | Liga Concordiense de fútbol                            |
| Zona 24 | Atlético Victoria                          | Concordia                     | Entre Ríos            | Liga Concordiense de fútbol                            |
| Zona 24 | Belgrano                                   | Paraná                        | Entre Ríos            | Liga Paranaense de fútbol                              |
| Zona 24 | Talleres MP (Ministerio de Obras Públicas) | Paraná                        | Entre Ríos            | Liga Paranaense de fútbol                              |
| Zona 24 | Central Larroque                           | Larroque                      | Entre Ríos            | Liga Departamental de fútbol de Gualeguaychú           |
| Zona 25 | Atlético Hernandarias                      | Hernandarias                  | Entre Ríos            | Liga de fútbol de Paraná Campaña                       |
| Zona 25 | Atlético María Grande                      | María Grande                  | Entre Ríos            | Liga de fútbol de Paraná Campaña                       |
| Zona 25 | Club Atlético Paraná D                     | Paraná                        | Entre Ríos            | Liga Paranaense de fútbol                              |
| Zona 25 | Atlético Peñarol                           | Paraná                        | Entre Ríos            | Liga Paranaense de fútbol                              |
| Zona 26 | Atlético Bartolomé Mitre                   | Posadas                       | Misiones              | Liga Posadeña de fútbol                                |
| Zona 26 | Soc. y Dep. Casino Iguazú                  | Puerto Iguazú                 | Misiones              | Liga Regional de fútbol de Iguazú                      |
| Zona 26 | Sportivo Ferroviario                       | Corrientes                    | Corrientes            | Liga Correntina de fútbol                              |
| Zona 27 | Atlético y Social A.P.I.N.T.A.             | Mercedes                      | Corrientes            | Liga Mercedeña de fútbol                               |
| Zona 27 | Atlético Huracán                           | Posadas                       | Misiones              | Liga Posadeña de fútbol                                |
| Zona 27 | Atlético Huracán (Eld.)                    | Montecarlo                    | Misiones              | Liga de fútbol de Eldorado                             |
| Zona 28 | Atlético Mercedes                          | Mercedes                      | Corrientes            | Liga Mercedeña de fútbol                               |
| Zona 28 | Atlético Robinson                          | Corrientes                    | Corrientes            | Liga Correntina de fútbol                              |
| Zona 28 | Social y Deportivo Puente Seco             | Paso de los Libres            | Corrientes            | Liga Libreña de fútbol                                 |
| Zona 29 | S.C.D. 13 de Junio                         | Pirané                        | Formosa               | Liga Piranense de fútbol                               |
| Zona 29 | A.R. Juventud                              | Clorinda                      | Formosa               | Liga Clorindense de fútbol                             |
| Zona 29 | Atlético Defensores de Formosa             | Formosa                       | Formosa               | Liga Formoseña de fútbol                               |
| Zona 29 | General San Martín                         | Formosa                       | Formosa               | Liga Formoseña de fútbol                               |
| Zona 30 | Atlético S. y C. San Lorenzo               | Formosa                       | Formosa               | Liga Formoseña de fútbol                               |
| Zona 30 | Luis Jorge Fontana                         | Formosa                       | Formosa               | Liga Formoseña de fútbol                               |
| Zona 30 | Atlético Villa Alvear                      | Resistencia                   | Chaco                 | Liga Chaqueña de fútbol                                |
| Zona 30 | Independiente Tirol                        | Puerto Tirol                  | Chaco                 | Liga Chaqueña de fútbol                                |
| Zona 31 | Atlético Villa Elena                       | La Verde                      | Chaco                 | Liga Regional de fútbol (Machagai)                     |
| Zona 31 | Central Norte Argentino                    | Resistencia                   | Chaco                 | Liga Chaqueña de fútbol                                |
| Zona 31 | Don Orione Atletic Club                    | Barranqueras                  | Chaco                 | Liga Chaqueña de fútbol                                |
| Zona 31 | Atlético Ocampo Fábrica                    | Villa Ocampo                  | Santa Fe              | Liga Ocampense de fútbol                               |
| Zona 32 | Atlético Boca Juniors                      | Quitilipi                     | Chaco                 | Liga Quitilipense de fútbol                            |
| Zona 32 | Deportivo Unión                            | Presidencia Roque Sáenz Peña  | Chaco                 | Liga Saenzpeñense de fútbol                            |
| Zona 32 | Sportivo Cultural                          | Juan Jose Castelli            | Chaco                 | Liga Saenzpeñense de fútbol                            |
| Zona 32 | San Carlos                                 | La Escondida                  | Chaco                 | Liga Regional de fútbol (Machagai)                     |
| Zona 33 | Club Atlético Charata                      | Las Breñas                    | Chaco                 | Liga de fútbol del Noroeste Chaqueño                   |
| Zona 33 | Sportivo Argentino                         | Hermoso Campo                 | Chaco                 | Liga de fútbol del Noroeste Chaqueño                   |
| Zona 33 | Sportivo Español                           | Villa Ángela                  | Chaco                 | Asociación de fútbol del Oeste Chaqueño (Villa Ángela) |
| Zona 33 | Sportivo Pampa                             | Pampa del Infierno            | Chaco                 | Liga Saenzpeñense de fútbol                            |
| Zona 34 | Real Madrid                                | Río Grande                    | Tierra del Fuego      | Liga Oficial de fútbol Río Grande                      |
| Zona 34 | Asociación Atlético Boxing Club            | Río Gallegos                  | Santa Cruz            | Liga de fútbol Sur de Santa Cruz                       |
| Zona 34 | Lago Argentino                             | El Calafate                   | Santa Cruz            | Liga de fútbol Sur de Santa Cruz                       |
| Zona 34 | Sportivo Santa Cruz                        | Puerto Santa Cruz             | Santa Cruz            | Liga de Fútbol Centro de Santa Cruz                    |
| Zona 35 | Banfield                                   | Puerto Deseado                | Santa Cruz            | Liga de Fútbol Norte de Santa Cruz                     |
| Zona 35 | Club Atlético Estrella del Norte           | Caleta Olivia                 | Santa Cruz            | Liga de Fútbol Norte de Santa Cruz                     |
| Zona 35 | Racing Club                                | Puerto San Julián             | Santa Cruz            | Liga de Fútbol Centro de Santa Cruz                    |
| Zona 35 | Deportivo Sarmiento                        | Sarmiento                     | Chubut                | Liga de Fútbol de Comodoro Rivadavia                   |
| Zona 36 | Defensores de La Ribera                    | Rawson                        | Chubut                | Liga de fútbol Valle del Chubut                        |
| Zona 36 | Social y Cultural General San Martín       | Esquel                        | Chubut                | Liga de fútbol del Oeste del Chubut                    |
| Zona 36 | Social Deportivo Petroquímica              | Comodoro Rivadavia            | Chubut                | Liga de fútbol de Comodoro Rivadavia                   |
| Zona 37 | Atlético Maronese                          | Neuquén                       | Neuquén               | Liga de Fútbol del Neuquén                             |
| Zona 37 | Social y Deportivo Petrolero Argentino     | Plaza Huincul                 | Neuquén               | Liga de Fútbol del Neuquén                             |
| Zona 37 | Arco Iris                                  | Bariloche                     | Río Negro             | Liga de fútbol de Bariloche                            |
| Zona 37 | Unión Deportiva Catriel                    | Catriel                       | Río Negro             | Liga Deportiva Confluencia                             |
| Zona 38 | Club Círculo Italiano                      | Villa Regina                  | Río Negro             | Liga Deportiva Confluencia                             |
| Zona 38 | Atlético Río Colorado                      | Río Colorado                  | Río Negro             | Liga de fútbol de Río Colorado                         |
| Zona 38 | Independiente                              | Río Colorado                  | Río Negro             | Liga de fútbol de Río Colorado                         |
| Zona 38 | Social y Deportivo Sapere                  | Neuquén                       | Neuquén               | Liga de Fútbol del Neuquén                             |
| Zona 39 | Deportivo Patagones                        | Carmen de Patagones           | Buenos Aires          | Liga Rionegrina de fútbol                              |
| Zona 39 | San Lorenzo de Barrio Lindo                | Carmen de Patagones           | Buenos Aires          | Liga Rionegrina de fútbol                              |
| Zona 39 | Atlético Chimpay                           | Chimpay                       | Río Negro             | Liga Regional de fútbol Avellaneda                     |
| Zona 39 | Deportivo Luis Beltrán                     | Luis Beltrán                  | Río Negro             | Liga Regional de fútbol Avellaneda                     |
| Zona 40 | Deportivo Sol de Mayo                      | Viedma                        | Río Negro             | Liga Rionegrina de fútbol                              |
| Zona 40 | Atlético Villa Congreso                    | Viedma                        | Río Negro             | Liga Rionegrina de fútbol                              |
| Zona 40 | Ferro Carril Oeste                         | General Pico                  | La Pampa              | Liga Pampeana de fútbol                                |
| Zona 40 | Fortín Club                                | Pedro Luro                    | Buenos Aires          | Liga de fútbol de Villarino                            |
| Zona 41 | Atlético Villa Gesell                      | Villa Gesell                  | Buenos Aires          | Liga Madariaguense de fútbol                           |
| Zona 41 | Deportivo Los Del Clan                     | General Madariaga             | Buenos Aires          | Liga Madariaguense de fútbol                           |
| Zona 41 | Defensores Unidos                          | Santa Teresita                | Buenos Aires          | Liga de fútbol del Partido de la Costa                 |
| Zona 41 | Social y Deportivo Mar del Tuyú            | Mar del Tuyú                  | Buenos Aires          | Liga de fútbol del Partido de la Costa                 |
| Zona 42 | Atlético y Progreso                        | Brandsen                      | Buenos Aires          | Liga Chascomunense de fútbol                           |
| Zona 42 | Centro de Fomento Los Hornos               | Los Hornos                    | Buenos Aires          | Liga Amateur Platense de fútbol                        |
| Zona 42 | Atlético Estrella                          | Berisso                       | Buenos Aires          | Liga Amateur Platense de fútbol                        |
| Zona 42 | Social y Deportivo Jornada                 | Monte Grande                  | Buenos Aires          | Liga Deportiva de Cañuelas                             |
| Zona 43 | Atlético Sarmiento                         | Ayacucho                      | Buenos Aires          | Liga Ayacuchense de fútbol                             |
| Zona 43 | Independiente                              | Tandil                        | Buenos Aires          | Liga Tandilense de fútbol                              |
| Zona 43 | Atlético Jorge Newbery                     | Laprida                       | Buenos Aires          | Liga Lapridense de fútbol                              |
| Zona 43 | Atlético San Manuel                        | San Manuel                    | Buenos Aires          | Liga Tandilense de fútbol                              |
| Zona 44 | Atlético Ferroviario                       | Coronel Dorrego               | Buenos Aires          | Liga de fútbol de Coronel Dorrego                      |
| Zona 44 | Liniers                                    | Bahía Blanca                  | Buenos Aires          | Liga del Sur (Bahía Blanca)                            |
| Zona 44 | Rosario Puerto Belgrano D                  | Punta Alta                    | Buenos Aires          | Liga del Sur (Bahía Blanca)                            |
| Zona 44 | Sansinena                                  | General Daniel Cerri          | Buenos Aires          | Liga del Sur (Bahía Blanca)                            |
| Zona 45 | Atlético Huracán                           | Saladillo                     | Buenos Aires          | Liga Deportiva de Saladillo                            |
| Zona 45 | Defensores de Plaza Italia                 | Veinticinco de Mayo           | Buenos Aires          | Liga Veinticinqueña de fútbol                          |
| Zona 45 | Sociedad Pro Fomento Valdés                | Valdés                        | Buenos Aires          | Liga Veinticinqueña de fútbol                          |
| Zona 46 | Atlético Caza y Pesca                      | Don Torcuato                  | Buenos Aires          | Liga Escobarense de Fútbol                             |
| Zona 46 | Club Náutico Hacoaj                        | Tigre                         | Buenos Aires          | Liga Escobarense de Fútbol                             |
| Zona 46 | Cultural Florencio Varela                  | Chivilcoy                     | Buenos Aires          | Liga Chivilcoyana de Fútbol                            |
| Zona 46 | Social y Deportivo Sarmiento               | Zárate                        | Buenos Aires          | Liga Zarateña de fútbol                                |
| Zona 47 | Defensores de Belgrano                     | Villa Ramallo                 | Buenos Aires          | Liga Nicoleña de fútbol                                |
| Zona 47 | General Rojo Unión Deportiva               | General Rojo                  | Buenos Aires          | Liga Nicoleña de fútbol                                |
| Zona 47 | Sports                                     | Pergamino                     | Buenos Aires          | Liga de fútbol Pergamino                               |
| Zona 47 | Social y Deportivo Ascensión               | Ascensión                     | Buenos Aires          | Liga Deportiva de General Arenales                     |
| Zona 48 | Atlético Argentino                         | Lincoln                       | Buenos Aires          | Liga Amateur de Deportes                               |
| Zona 48 | Atlético Rivadavia                         | América                       | Buenos Aires          | Liga de fútbol del Oeste                               |
| Zona 48 | Fútbol Club Tres Algarrobos                | Tres Algarrobos               | Buenos Aires          | Liga de fútbol del Oeste                               |
| Zona 49 | Jorge Newbery                              | Junín                         | Buenos Aires          | Liga Deportiva del Oeste (Junín)                       |
| Zona 49 | Atlético Villa Belgrano                    | Junín                         | Buenos Aires          | Liga Deportiva del Oeste (Junín)                       |
| Zona 49 | Sportivo Bragado                           | Bragado                       | Buenos Aires          | Liga Bragadense de fútbol                              |
| Zona 49 | Viamonte FC                                | Los Toldos                    | Buenos Aires          | Liga Toldense de fútbol                                |
| Zona 50 | Asociación Cultural Brandsen               | La Plata                      | Buenos Aires          | Liga Amateur Platense de fútbol                        |
| Zona 50 | Atlético Chascomús                         | Chascomús                     | Buenos Aires          | Liga Chascomunense de fútbol                           |
| Zona 50 | Atlético Tiro Federal                      | Chascomús                     | Buenos Aires          | Liga Chascomunense de fútbol                           |
| Zona 50 | Atlético Independiente                     | Dolores                       | Buenos Aires          | Liga Dolorense de fútbol (Buenos Aires)                |
| Zona 51 | Atlético Rivadavia                         | Necochea                      | Buenos Aires          | Liga Necochense de fútbol                              |
| Zona 51 | Unión                                      | Mar del Plata                 | Buenos Aires          | Liga Marplatense de fútbol                             |
| Zona 51 | Boca Juniors                               | Balcarce                      | Buenos Aires          | Liga Balcarceña de fútbol                              |
| Zona 51 | Once Unidos                                | Miramar                       | Buenos Aires          | Liga de fútbol de General Alvarado                     |
| Zona 52 | Azul Athletic Club                         | Azul                          | Buenos Aires          | Liga de fútbol de Azul                                 |
| Zona 52 | Club Estudiantes                           | Olavarría                     | Buenos Aires          | Liga de fútbol de Olavarría                            |
| Zona 52 | Ferrocarril Roca                           | Las Flores                    | Buenos Aires          | Liga de fútbol de Las Flores                           |
| Zona 53 | Atlético Mataderos                         | Necochea                      | Buenos Aires          | Liga Necochense de fútbol                              |
| Zona 53 | Club Deportivo Independencia               | Adolfo Gonzales Chaves        | Buenos Aires          | Liga Regional Tresarroyense de fútbol                  |
| Zona 53 | Club Sportivo Olimpo                       | Tres Arroyos                  | Buenos Aires          |                                                        |
| Zona 53 | Atlético Leandro N. Alem                   | Coronel Pringles              | Buenos Aires          | Liga Pringles de fútbol                                |
| Zona 54 | Atlético San Miguel                        | General Las Heras             | Buenos Aires          | Liga Lobense de fútbol                                 |
| Zona 54 | Club Mercedes                              | Mercedes                      | Buenos Aires          | Liga Mercedina de fútbol                               |
| Zona 54 | San Lorenzo                                | Luján                         | Buenos Aires          | Liga Lujanense de fútbol                               |
| Zona 54 | Mutual Camioneros 15 de Diciembre          | General Rodríguez             | Buenos Aires          | Liga Lujanense de fútbol                               |
| Zona 55 | Atlético Banfield                          | San Pedro                     | Buenos Aires          | Liga Deportiva Sampedrina                              |
| Zona 55 | Atlético Bernardino Rivadavia              | Baradero                      | Buenos Aires          | Liga de fútbol de Baradero                             |
| Zona 55 | Sportivo Baradero                          | Baradero                      | Buenos Aires          | Liga de fútbol de Baradero                             |
| Zona 55 | Los Andes                                  | Grand Bourg                   | Buenos Aires          | Liga Escobarense de Fútbol                             |
| Zona 56 | Independiente                              | Chivilcoy                     | Buenos Aires          | Liga Chivilcoyana de Fútbol                            |
| Zona 56 | C.S. y D. Cerámica Argentina               | Chivilcoy                     | Buenos Aires          | Liga Chivilcoyana de Fútbol                            |
| Zona 56 | Defensores de Salto                        | Salto                         | Buenos Aires          | Liga de fútbol de Salto                                |
| Zona 56 | Obras Sanitarias                           | Arrecifes                     | Buenos Aires          | Liga de fútbol de Arrecifes                            |
| Zona 57 | Barracas Bolívar                           | Bolívar                       | Buenos Aires          | Liga Deportiva de Bolívar                              |
| Zona 57 | Defensores del Este                        | Pehuajó                       | Buenos Aires          | Liga Pehuajense de fútbol                              |
| Zona 57 | Deportivo Argentino                        | Pehuajó                       | Buenos Aires          | Liga Pehuajense de fútbol                              |
| Zona 57 | Foot Ball Club Argentino                   | Trenque Lauquen               | Buenos Aires          | Liga Trenquelauquense de fútbol                        |

D: Equipo descendido del anterior Torneo Argentino B.

## Primera fase

### Zonas 1 a 12
Zona 1
| Equipo                         | Pts | PJ | PG | PE | PP | GF | GC | Dif |
| ------------------------------ | --- | -- | -- | -- | -- | -- | -- | --- |
| Deportivo Chilecito            | 7   | 4  | 2  | 1  | 1  | 11 | 9  | 3   |
| Oriental Argentino (Rivadavia) | 6   | 4  | 2  | 0  | 2  | 9  | 14 | -5  |
| Escuela Deportiva Junín        | 4   | 4  | 1  | 1  | 2  | 10 | 7  | 3   |

Zona 2
| Equipo                      | Pts | PJ | PG | PE | PP | GF | GC | Dif |
| --------------------------- | --- | -- | -- | -- | -- | -- | -- | --- |
| U.S. y D. Bowen             | 9   | 4  | 3  | 0  | 1  | 5  | 3  | 2   |
| Huracán Las Heras           | 7   | 4  | 2  | 1  | 1  | 5  | 2  | 3   |
| Sportivo Pedal (San Rafael) | 1   | 4  | 0  | 1  | 3  | 2  | 7  | -5  |

Zona 3
| Equipo                                  | Pts | PJ | PG | PE | PP | GF | GC | Dif |
| --------------------------------------- | --- | -- | -- | -- | -- | -- | -- | --- |
| Sp. Juan Bartolomé Del Bono (Rivadavia) | 13  | 6  | 4  | 1  | 1  | 9  | 4  | 5   |
| Sportivo Peñarol (Chimbas)              | 11  | 6  | 3  | 2  | 1  | 6  | 1  | 5   |
| Gutiérrez Sport Club                    | 7   | 6  | 2  | 1  | 3  | 6  | 8  | -2  |
| Leonardo Murialdo (Villa Nueva)         | 2   | 6  | 0  | 2  | 4  | 5  | 13 | -8  |

Zona 4
| Equipo                              | Pts | PJ | PG | PE | PP | GF | GC | Dif |
| ----------------------------------- | --- | -- | -- | -- | -- | -- | -- | --- |
| Atlético Argentino (Mendoza)        | 13  | 6  | 4  | 1  | 1  | 9  | 1  | 8   |
| Sportivo Mercedes (Villa Mercedes)  | 8   | 6  | 2  | 2  | 2  | 2  | 3  | -1  |
| Deportivo Arizona                   | 8   | 6  | 2  | 2  | 2  | 4  | 6  | -2  |
| General San Martín (Villa Mercedes) | 4   | 6  | 1  | 1  | 4  | 2  | 7  | -5  |

Zona 5
| Equipo                        | Pts | PJ | PG | PE | PP | GF | GC | Dif |
| ----------------------------- | --- | -- | -- | -- | -- | -- | -- | --- |
| Américo Tesorieri (La Rioja)  | 15  | 6  | 5  | 0  | 1  | 12 | 6  | 6   |
| Andino SC (La Rioja)          | 10  | 6  | 3  | 1  | 2  | 6  | 7  | -1  |
| San Buenaventura (Vichigasta) | 8   | 6  | 2  | 2  | 2  | 7  | 6  | 1   |
| Atlético Anguinan             | 1   | 6  | 0  | 1  | 5  | 5  | 11 | -6  |

Zona 6
| Equipo                           | Pts | PJ | PG | PE | PP | GF | GC | Dif |
| -------------------------------- | --- | -- | -- | -- | -- | -- | -- | --- |
| San Lorenzo de Alem (Catamarca)  | 11  | 6  | 3  | 2  | 1  | 8  | 5  | 3   |
| Rivadavia (Huaco)                | 7   | 6  | 1  | 4  | 1  | 7  | 8  | -1  |
| Defensores del Norte (Villa Vil) | 6   | 6  | 1  | 3  | 2  | 7  | 8  | -1  |
| Racing (Belén)                   | 6   | 6  | 1  | 3  | 2  | 7  | 8  | -1  |

Zona 7
| Equipo                    | Pts | PJ | PG | PE | PP | GF | GC | Dif |
| ------------------------- | --- | -- | -- | -- | -- | -- | -- | --- |
| Sarmiento (La Banda)      | 16  | 6  | 5  | 1  | 0  | 12 | 3  | 9   |
| Independiente (Beltrán)   | 11  | 6  | 3  | 2  | 1  | 7  | 4  | 3   |
| Deportivo La Merced       | 4   | 6  | 1  | 1  | 4  | 5  | 11 | -6  |
| Atlético Talleres (Frías) | 3   | 6  | 1  | 0  | 5  | 5  | 11 | -6  |

Zona 8
| Equipo                               | Pts | PJ | PG | PE | PP | GF | GC | Dif |
| ------------------------------------ | --- | -- | -- | -- | -- | -- | -- | --- |
| Talleres General Belgrano (Añatuya)  | 11  | 6  | 3  | 2  | 1  | 8  | 8  | 0   |
| Unión Santiago (Santiago del Estero) | 9   | 6  | 2  | 3  | 1  | 6  | 4  | 2   |
| Atlético Mitre (Santiago del Estero) | 8   | 6  | 2  | 2  | 2  | 13 | 7  | 6   |
| Atlético Icaño (Añatuya)             | 3   | 6  | 0  | 3  | 3  | 4  | 12 | -6  |

Zona 9
| Equipo                                 | Pts | PJ | PG | PE | PP | GF | GC | Dif |
| -------------------------------------- | --- | -- | -- | -- | -- | -- | -- | --- |
| Atlético Americano (Carlos Pellegrini) | 8   | 4  | 2  | 2  | 0  | 10 | 4  | 6   |
| Atlético Empalme (Empalme)             | 5   | 4  | 1  | 2  | 1  | 11 | 9  | 2   |
| Juventud Pueyrredón (Venado Tuerto)    | 2   | 4  | 0  | 2  | 2  | 4  | 12 | -8  |

Zona 10
| Equipo                           | Pts | PJ | PG | PE | PP | GF | GC | Dif |
| -------------------------------- | --- | -- | -- | -- | -- | -- | -- | --- |
| Sanjustino (San Justo)           | 13  | 6  | 4  | 1  | 1  | 12 | 8  | 4   |
| Sportivo Norte (Rafaela)         | 10  | 6  | 3  | 1  | 2  | 17 | 13 | 5   |
| Ferrocarril del Estado (Rafaela) | 7   | 6  | 2  | 1  | 3  | 10 | 13 | -3  |
| Colón (San Justo)                | 3   | 6  | 0  | 3  | 3  | 9  | 14 | -5  |

Zona 11
| Equipo                              | Pts | PJ | PG | PE | PP | GF | GC | Dif |
| ----------------------------------- | --- | -- | -- | -- | -- | -- | -- | --- |
| Sportivo Rivadavia (Venado Tuerto)  | 14  | 6  | 4  | 2  | 0  | 11 | 5  | 6   |
| Alumni (Casilda)                    | 11  | 6  | 3  | 2  | 1  | 14 | 7  | 7   |
| Teodelina FBC (Teodelina)           | 5   | 6  | 1  | 2  | 3  | 5  | 10 | -5  |
| Coronel Aguirre (Gobernador Gálvez) | 2   | 6  | 0  | 2  | 4  | 7  | 15 | -8  |

Zona 12
| Equipo                                 | Pts | PJ | PG | PE | PP | GF | GC | Dif |
| -------------------------------------- | --- | -- | -- | -- | -- | -- | -- | --- |
| Atlético Libertad (San Jerónimo Norte) | 10  | 6  | 2  | 4  | 0  | 13 | 6  | 7   |
| La Perla del Oeste (Recreo Sur)        | 10  | 6  | 2  | 4  | 0  | 15 | 9  | 6   |
| Atlético Argentino (San Carlos Centro) | 6   | 6  | 1  | 3  | 2  | 7  | 10 | -3  |
| Argentino Quilmes (Rafaela)            | 4   | 6  | 1  | 1  | 4  | 6  | 13 | -7  |

### Zonas 13 a 24
Zona 13
| Equipo                             | Pts | PJ | PG | PE | PP | GF | GC | Dif |
| ---------------------------------- | --- | -- | -- | -- | -- | -- | -- | --- |
| Argentino Peñarol (Córdoba)        | 15  | 6  | 5  | 0  | 1  | 12 | 3  | 9   |
| Tiro Federal (Morteros)            | 10  | 6  | 3  | 1  | 2  | 12 | 6  | 6   |
| Atlético Las Palmas (Córdoba)      | 9   | 6  | 3  | 0  | 3  | 7  | 14 | -7  |
| Sociedad Deportiva Devoto (Devoto) | 1   | 6  | 0  | 1  | 5  | 6  | 14 | -8  |

Zona 14
| Equipo                               | Pts | PJ | PG | PE | PP | GF | GC | Dif |
| ------------------------------------ | --- | -- | -- | -- | -- | -- | -- | --- |
| Escuela Presidente Roca (Córdoba)    | 11  | 6  | 3  | 2  | 1  | 10 | 8  | 2   |
| Fundación San Jorge (Brinkmann)      | 8   | 6  | 2  | 2  | 2  | 6  | 4  | 2   |
| Complejo Deportivo (Justiniano Pose) | 6   | 6  | 1  | 3  | 2  | 11 | 11 | 0   |
| Atlético San Basilio                 | 6   | 6  | 1  | 3  | 2  | 9  | 13 | -4  |

Zona 15
| Equipo                                   | Pts | PJ | PG | PE | PP | GF | GC | Dif |
| ---------------------------------------- | --- | -- | -- | -- | -- | -- | -- | --- |
| San Martín (Monte Buey)                  | 12  | 6  | 4  | 0  | 2  | 13 | 10 | 3   |
| Atenas (Río Cuarto)                      | 9   | 6  | 3  | 0  | 3  | 11 | 10 | 1   |
| Banda Norte (Río Cuarto)                 | 7   | 6  | 2  | 1  | 3  | 10 | 9  | 1   |
| Defensores de Juventud (Justiniano Pose) | 7   | 6  | 2  | 1  | 3  | 6  | 11 | -5  |

Zona 16
| Equipo                                   | Pts | PJ | PG | PE | PP | GF | GC | Dif |
| ---------------------------------------- | --- | -- | -- | -- | -- | -- | -- | --- |
| Deportivo El Galpón (El Galpón)          | 11  | 6  | 3  | 2  | 1  | 13 | 11 | 2   |
| Sportivo Alberdi (Lib. Gral. San Martín) | 8   | 6  | 2  | 2  | 2  | 10 | 7  | 3   |
| Deportivo Estrella (Taco Pozo)           | 8   | 6  | 2  | 2  | 2  | 10 | 13 | -3  |
| Mitre (Salta)                            | 6   | 6  | 2  | 0  | 4  | 11 | 13 | -2  |

Zona 17
| Equipo                            | Pts | PJ | PG | PE | PP | GF | GC | Dif |
| --------------------------------- | --- | -- | -- | -- | -- | -- | -- | --- |
| Atlético Sanidad (Salta)          | 10  | 6  | 2  | 4  | 0  | 9  | 6  | 3   |
| Juventud Unida (Rosario de Lerma) | 10  | 6  | 2  | 4  | 0  | 8  | 5  | 3   |
| Islas Malvinas (General Güemes)   | 5   | 6  | 1  | 2  | 3  | 8  | 12 | -4  |
| La Florida (Cafayate)             | 4   | 6  | 0  | 4  | 2  | 4  | 6  | -2  |

Zona 18
| Equipo                                       | Pts | PJ | PG | PE | PP | GF | GC | Dif |
| -------------------------------------------- | --- | -- | -- | -- | -- | -- | -- | --- |
| Tiro y Deportes Río Grande                   | 11  | 6  | 3  | 2  | 1  | 8  | 7  | 1   |
| Atlético Cuyaya (San Salvador)               | 10  | 6  | 3  | 1  | 2  | 8  | 6  | 2   |
| Atlético El Carmen (Perico del Carmen)       | 10  | 6  | 3  | 1  | 2  | 8  | 6  | 2   |
| Atlético Barrio Obrero (Joaquín V. González) | 3   | 6  | 1  | 0  | 5  | 7  | 12 | -5  |

Zona 19
| Equipo                            | Pts | PJ | PG | PE | PP | GF | GC | Dif |
| --------------------------------- | --- | -- | -- | -- | -- | -- | -- | --- |
| Independiente (Hipolito Yrigoyen) | 10  | 6  | 3  | 1  | 2  | 10 | 11 | -1  |
| Unión Calilegua (Calilegua)       | 8   | 6  | 2  | 2  | 2  | 10 | 7  | 3   |
| Atlético Chicoana (Chicoana)      | 8   | 6  | 2  | 2  | 2  | 10 | 9  | 1   |
| Atlético Gorriti (San Salvador)   | 6   | 6  | 1  | 3  | 2  | 11 | 14 | -3  |

Zona 20
| Equipo                               | Pts | PJ | PG | PE | PP | GF | GC | Dif |
| ------------------------------------ | --- | -- | -- | -- | -- | -- | -- | --- |
| Altos Hornos Zapla (Palpala)         | 10  | 6  | 3  | 1  | 2  | 12 | 8  | 4   |
| River Plate (Embarcación)            | 10  | 6  | 3  | 1  | 2  | 13 | 10 | 3   |
| Atlético Los Lapachos (Los Lapachos) | 9   | 6  | 3  | 0  | 3  | 10 | 15 | -5  |
| Independiente (Tartagal)             | 5   | 6  | 1  | 2  | 3  | 7  | 9  | -2  |

Zona 21
| Equipo                                  | Pts | PJ | PG | PE | PP | GF | GC | Dif |
| --------------------------------------- | --- | -- | -- | -- | -- | -- | -- | --- |
| Atlético Famaillá (Famaillá)            | 15  | 6  | 5  | 0  | 1  | 7  | 4  | 3   |
| Central Norte (S.M. de Tucumán)         | 12  | 6  | 4  | 0  | 2  | 7  | 5  | 2   |
| General Güemes (Rosario de la Frontera) | 7   | 6  | 2  | 1  | 3  | 8  | 7  | 1   |
| Sportivo Guzmán (S.M. de Tucumán)       | 1   | 6  | 0  | 1  | 5  | 4  | 10 | -6  |

Zona 22
| Equipo                                 | Pts | PJ | PG | PE | PP | GF | GC | Dif |
| -------------------------------------- | --- | -- | -- | -- | -- | -- | -- | --- |
| Independiente (Villa del Rosario)      | 11  | 6  | 3  | 2  | 1  | 4  | 3  | 1   |
| Atlético Nueva Vizcaya (Nueva Vizcaya) | 8   | 6  | 2  | 2  | 2  | 5  | 5  | 0   |
| Cicles Club Unidos (La Paz)            | 7   | 6  | 2  | 1  | 3  | 9  | 6  | 3   |
| Sportivo Santa Lucía (Santa Lucía)     | 6   | 6  | 1  | 3  | 2  | 3  | 7  | -4  |

Zona 23
| Equipo                                 | Pts | PJ | PG | PE | PP | GF | GC | Dif |
| -------------------------------------- | --- | -- | -- | -- | -- | -- | -- | --- |
| Colegiales (Concordia)                 | 15  | 6  | 5  | 0  | 1  | 25 | 6  | 19  |
| Salto Grande (Concordia)               | 15  | 6  | 5  | 0  | 1  | 18 | 5  | 13  |
| Comunicaciones (San José de Feliciano) | 4   | 6  | 1  | 1  | 4  | 8  | 21 | -13 |
| Rivadavia (Concepción del Uruguay)     | 1   | 6  | 0  | 1  | 5  | 3  | 22 | -19 |

Zona 24
| Equipo                      | Pts | PJ | PG | PE | PP | GF | GC | Dif |
| --------------------------- | --- | -- | -- | -- | -- | -- | -- | --- |
| Belgrano (Paraná)           | 13  | 6  | 4  | 1  | 1  | 18 | 11 | 7   |
| Talleres MP (Paraná)        | 8   | 6  | 2  | 2  | 2  | 13 | 14 | -1  |
| Central Larroque (Larroque) | 7   | 6  | 2  | 1  | 3  | 11 | 15 | -4  |
| Victoria (Concordia)        | 5   | 6  | 1  | 2  | 3  | 5  | 7  | -2  |

### Zonas 25 a 36
Zona 25
| Equipo                               | Pts | PJ | PG | PE | PP | GF | GC | Dif |
| ------------------------------------ | --- | -- | -- | -- | -- | -- | -- | --- |
| Atlético Paraná                      | 10  | 6  | 3  | 1  | 2  | 13 | 7  | 5   |
| Atlético María Grande (María Grande) | 9   | 6  | 2  | 3  | 1  | 9  | 9  | 0   |
| Atlético Peñarol (Paraná)            | 7   | 6  | 1  | 4  | 1  | 4  | 5  | -1  |
| Atlético Hernandarias (Hernandarias) | 5   | 6  | 1  | 2  | 3  | 10 | 15 | -5  |

Zona 26
| Equipo                             | Pts | PJ | PG | PE | PP | GF | GC | Dif |
| ---------------------------------- | --- | -- | -- | -- | -- | -- | -- | --- |
| Sportivo Ferroviario (Corrientes)  | 8   | 4  | 2  | 2  | 0  | 7  | 3  | 4   |
| Atlético Bartolomé Mitre (Posadas) | 7   | 4  | 2  | 1  | 1  | 13 | 7  | 6   |
| CSD Casino Iguazú (Puerto Iguazú)  | 1   | 4  | 0  | 1  | 3  | 3  | 13 | -10 |

Zona 27
| Equipo                        | Pts | PJ | PG | PE | PP | GF | GC | Dif |
| ----------------------------- | --- | -- | -- | -- | -- | -- | -- | --- |
| Atlético Huracán (Posadas)    | 8   | 4  | 2  | 2  | 0  | 7  | 5  | 2   |
| A.P.I.N.T.A. (Mercedes)       | 6   | 4  | 1  | 3  | 0  | 5  | 4  | 1   |
| Atlético Huracán (Montecarlo) | 1   | 4  | 0  | 1  | 3  | 5  | 8  | -3  |

Zona 28
| Equipo                                     | Pts | PJ | PG | PE | PP | GF | GC | Dif |
| ------------------------------------------ | --- | -- | -- | -- | -- | -- | -- | --- |
| Deportivo Puente Seco (Paso de los Libres) | 8   | 4  | 2  | 2  | 0  | 6  | 1  | 5   |
| Atlético Mercedes (Mercedes)               | 4   | 4  | 1  | 1  | 2  | 5  | 6  | -1  |
| Robinson (Corrientes)                      | 4   | 4  | 1  | 1  | 2  | 3  | 7  | -4  |

Zona 29
| Equipo                       | Pts | PJ | PG | PE | PP | GF | GC | Dif |
| ---------------------------- | --- | -- | -- | -- | -- | -- | -- | --- |
| General San Martín (Formosa) | 12  | 6  | 3  | 3  | 0  | 13 | 6  | 7   |
| Defensores de Formosa        | 10  | 6  | 3  | 1  | 2  | 8  | 11 | -3  |
| 13 de Junio (Pirané)         | 5   | 6  | 1  | 2  | 3  | 9  | 10 | -1  |
| CAR Juventud (Clorinda)      | 4   | 6  | 0  | 4  | 2  | 8  | 11 | -3  |

Zona 30
| Equipo                              | Pts | PJ | PG | PE | PP | GF | GC | Dif |
| ----------------------------------- | --- | -- | -- | -- | -- | -- | -- | --- |
| Deportivo Fontana (Formosa)         | 9   | 6  | 2  | 3  | 1  | 9  | 7  | 2   |
| Independente Tirol (Puerto Tirol)   | 9   | 6  | 2  | 3  | 1  | 8  | 10 | -2  |
| Atlético Villa Alvear (Resistencia) | 6   | 6  | 0  | 6  | 0  | 11 | 11 | 0   |
| ASC San Lorenzo (Formosa)           | 5   | 6  | 1  | 2  | 3  | 9  | 9  | 0   |

Zona 31
| Equipo                                | Pts | PJ | PG | PE | PP | GF | GC | Dif |
| ------------------------------------- | --- | -- | -- | -- | -- | -- | -- | --- |
| Ocampo Fábrica (Villa Ocampo)         | 14  | 6  | 4  | 2  | 0  | 16 | 6  | 10  |
| Don Orione AC (Barranqueras)          | 8   | 6  | 2  | 2  | 2  | 8  | 6  | 2   |
| Atlético Villa Elena (La Verde)       | 6   | 6  | 1  | 3  | 2  | 8  | 15 | -7  |
| Central Norte Argentino (Resistencia) | 3   | 6  | 0  | 3  | 3  | 7  | 12 | -5  |

Zona 32
| Equipo                                 | Pts | PJ | PG | PE | PP | GF | GC | Dif |
| -------------------------------------- | --- | -- | -- | -- | -- | -- | -- | --- |
| Sportivo Cultural (Juan José Castelli) | 11  | 6  | 3  | 2  | 1  | 15 | 9  | 6   |
| Deportivo Unión (Roque Saenz Peña)     | 11  | 6  | 3  | 2  | 1  | 11 | 7  | 4   |
| San Carlos (La Escondida)              | 6   | 6  | 1  | 3  | 2  | 11 | 9  | -2  |
| Boca Juniors (Quitilipi)               | 4   | 6  | 1  | 1  | 4  | 7  | 19 | -12 |

Zona 33
| Equipo                              | Pts | PJ | PG | PE | PP | GF | GC | Dif |
| ----------------------------------- | --- | -- | -- | -- | -- | -- | -- | --- |
| Atlético Charata (Charata)          | 10  | 6  | 3  | 1  | 2  | 11 | 9  | 2   |
| Sportivo Argentino (Hermoso Campo)  | 10  | 6  | 3  | 1  | 2  | 11 | 14 | -3  |
| Sportivo Pampa (Pampa del Infierno) | 7   | 6  | 2  | 1  | 3  | 11 | 6  | 5   |
| Sportivo Español (Villa Angela)     | 7   | 6  | 2  | 1  | 3  | 6  | 10 | 4   |

Zona 34
| Equipo                                  | Pts | PJ | PG | PE | PP | GF | GC | Dif |
| --------------------------------------- | --- | -- | -- | -- | -- | -- | -- | --- |
| Boxing Club (Río Gallegos)              | 12  | 6  | 4  | 0  | 2  | 12 | 9  | 3   |
| CSCD Real Madrid (Río Grande)           | 9   | 6  | 3  | 0  | 3  | 10 | 10 | 0   |
| Sportivo Santa Cruz (Puerto Santa Cruz) | 7   | 6  | 2  | 1  | 3  | 11 | 12 | -1  |
| Lago Argentino (El Calafate)            | 7   | 6  | 2  | 1  | 3  | 10 | 12 | -2  |

Zona 35
| Equipo                             | Pts | PJ | PG | PE | PP | GF | GC | Dif |
| ---------------------------------- | --- | -- | -- | -- | -- | -- | -- | --- |
| Deportivo Sarmiento (Com. Riv.)    | 13  | 6  | 4  | 1  | 1  | 13 | 7  | 6   |
| Estrella del Norte (Caleta Olivia) | 11  | 6  | 3  | 2  | 1  | 14 | 9  | 5   |
| Banfield (Puerto Deseado)          | 8   | 6  | 2  | 2  | 2  | 13 | 10 | 3   |
| Racing Club (Puerto San Julián)    | 1   | 6  | 0  | 1  | 5  | 5  | 19 | -14 |

Zona 36
| Equipo                               | Pts | PJ | PG | PE | PP | GF | GC | Dif |
| ------------------------------------ | --- | -- | -- | -- | -- | -- | -- | --- |
| SD Petroquímica (Comodoro Rivadavia) | 10  | 4  | 3  | 1  | 0  | 5  | 2  | 3   |
| General San Martín (Esquel)          | 7   | 4  | 2  | 1  | 1  | 6  | 4  | 2   |
| Defensores de la Ribera (Rawson)     | 0   | 4  | 0  | 0  | 4  | 3  | 8  | -5  |

### Zonas 37 a 48
Zona 37
| Equipo                                    | Pts | PJ | PG | PE | PP | GF | GC | Dif |
| ----------------------------------------- | --- | -- | -- | -- | -- | -- | -- | --- |
| Petrolero Argentino (Plaza Huincul)       | 12  | 6  | 3  | 3  | 0  | 18 | 10 | 8   |
| Maronese (Neuquén)                        | 11  | 6  | 3  | 2  | 1  | 10 | 6  | 4   |
| Unión Deportiva Catriel (Colonia Catriel) | 6   | 6  | 2  | 0  | 4  | 8  | 13 | -5  |
| Arco Iris (Bariloche)                     | 4   | 6  | 1  | 1  | 4  | 9  | 16 | -7  |

Zona 38
| Equipo                               | Pts | PJ | PG | PE | PP | GF | GC | Dif |
| ------------------------------------ | --- | -- | -- | -- | -- | -- | -- | --- |
| Independiente (Rio Colorado)         | 14  | 6  | 4  | 2  | 0  | 11 | 5  | 6   |
| SD Sapere (Neuquén)                  | 10  | 6  | 3  | 1  | 2  | 6  | 5  | 1   |
| Atlético Río Colorado (Río Colorado) | 5   | 6  | 1  | 2  | 3  | 5  | 9  | -4  |
| Círculo Italiano (Villa Regina)      | 4   | 6  | 1  | 1  | 4  | 5  | 8  | -3  |

Zona 39
| Equipo                                | Pts | PJ | PG | PE | PP | GF | GC | Dif |
| ------------------------------------- | --- | -- | -- | -- | -- | -- | -- | --- |
| CS Deportivo Patagones                | 12  | 6  | 4  | 0  | 2  | 16 | 8  | 8   |
| San Lorenzo de Barrio Lindo           | 12  | 6  | 4  | 0  | 2  | 15 | 7  | 8   |
| Deportivo Luis Beltrán (Luis Beltrán) | 10  | 6  | 3  | 1  | 2  | 17 | 17 | 0   |
| Atlético Chimpay (Chimpay)            | 1   | 6  | 0  | 1  | 5  | 8  | 24 | -16 |

Zona 40
| Equipo                           | Pts | PJ | PG | PE | PP | GF | GC | Dif |
| -------------------------------- | --- | -- | -- | -- | -- | -- | -- | --- |
| Ferrocarril Oeste (General Pico) | 12  | 6  | 4  | 0  | 2  | 11 | 3  | 8   |
| Fortin Club (Pedro Luro)         | 10  | 6  | 3  | 1  | 2  | 7  | 5  | 2   |
| CA Villa Congreso (Viedma)       | 9   | 6  | 3  | 0  | 3  | 8  | 10 | -2  |
| CSD Sol de Mayo (Viedma)         | 4   | 6  | 1  | 1  | 4  | 6  | 14 | -8  |

Zona 41
| Equipo                                | Pts | PJ | PG | PE | PP | GF | GC | Dif |
| ------------------------------------- | --- | -- | -- | -- | -- | -- | -- | --- |
| Dep. Los Del Clan (General Madariaga) | 10  | 6  | 3  | 1  | 2  | 10 | 9  | 1   |
| Atlético Villa Gesell                 | 8   | 6  | 2  | 2  | 2  | 7  | 5  | 2   |
| Deportivo Mar del Tuyu (Mar del Tuyu) | 8   | 6  | 2  | 2  | 2  | 10 | 8  | 2   |
| Defensores Unidos (Santa Teresita)    | 7   | 6  | 2  | 1  | 3  | 8  | 13 | -5  |

Zona 42
| Equipo                                  | Pts | PJ | PG | PE | PP | GF | GC | Dif |
| --------------------------------------- | --- | -- | -- | -- | -- | -- | -- | --- |
| Estrella (Berisso)                      | 13  | 6  | 4  | 1  | 1  | 14 | 9  | 5   |
| Atlético y Progreso Brandsen (Brandsen) | 9   | 6  | 3  | 0  | 3  | 9  | 11 | -2  |
| SD Jornada (Monte Grande)               | 8   | 6  | 2  | 2  | 2  | 13 | 7  | 6   |
| Centro Fomento Los Hornos (Los Hornos)  | 4   | 6  | 1  | 1  | 4  | 8  | 17 | -9  |

Zona 43
| Equipo                           | Pts | PJ | PG | PE | PP | GF | GC | Dif |
| -------------------------------- | --- | -- | -- | -- | -- | -- | -- | --- |
| Atlético San Manuel (San Manuel) | 9   | 6  | 2  | 3  | 1  | 14 | 8  | 6   |
| Jorge Newbery (Laprida)          | 9   | 6  | 3  | 0  | 3  | 12 | 11 | 1   |
| Atlético Sarmiento (Ayacucho)    | 9   | 6  | 2  | 3  | 1  | 8  | 6  | 2   |
| Independiente (Tandil)           | 5   | 6  | 1  | 2  | 3  | 8  | 17 | -9  |

Zona 44
| Equipo                                 | Pts | PJ | PG | PE | PP | GF | GC | Dif |
| -------------------------------------- | --- | -- | -- | -- | -- | -- | -- | --- |
| Sansisena (General Daniel Cerri)       | 13  | 6  | 4  | 1  | 1  | 11 | 2  | 9   |
| Liniers (Bahía Blanca)                 | 13  | 6  | 4  | 1  | 1  | 10 | 5  | 5   |
| Rosario Puerto Belgrano (Punta Alta)   | 8   | 6  | 2  | 2  | 2  | 11 | 5  | 6   |
| Atlético Ferroviario (Coronel Dorrego) | 0   | 6  | 0  | 0  | 6  | 2  | 22 | -20 |

Zona 45
| Equipo                                    | Pts | PJ | PG | PE | PP | GF | GC | Dif |
| ----------------------------------------- | --- | -- | -- | -- | -- | -- | -- | --- |
| Atlético Huracán (Saladillo)              | 10  | 4  | 3  | 1  | 0  | 12 | 4  | 8   |
| Defensores de Plaza Italia (25 de Mayo)   | 4   | 4  | 1  | 1  | 2  | 4  | 8  | -4  |
| Social Pro-Fomento de Valdés (25 de Mayo) | 3   | 4  | 1  | 0  | 3  | 4  | 8  | -4  |

Zona 46
| Equipo                           | Pts | PJ | PG | PE | PP | GF | GC | Dif |
| -------------------------------- | --- | -- | -- | -- | -- | -- | -- | --- |
| Caza y Pesca (Don Torcuato)      | 10  | 6  | 3  | 1  | 2  | 8  | 6  | 2   |
| SAC Florencio Varela (Chilvicoy) | 9   | 6  | 2  | 3  | 1  | 9  | 5  | 4   |
| SD Sarmiento (Zarate)            | 8   | 6  | 2  | 2  | 2  | 6  | 6  | 0   |
| Náutico Hacoaj (Tigre)           | 5   | 6  | 1  | 2  | 3  | 4  | 10 | -6  |

Zona 47
| Equipo                                 | Pts | PJ | PG | PE | PP | GF | GC | Dif |
| -------------------------------------- | --- | -- | -- | -- | -- | -- | -- | --- |
| Defensores de Belgrano (Villa Ramallo) | 11  | 6  | 3  | 2  | 1  | 13 | 8  | 5   |
| CSD Ascensión (Ascensión)              | 8   | 6  | 2  | 2  | 2  | 11 | 10 | 1   |
| Sports Club (Pergamino)                | 7   | 6  | 2  | 1  | 3  | 6  | 8  | -2  |
| General Rojo UD (General Rojo)         | 7   | 6  | 2  | 1  | 3  | 6  | 10 | -4  |

Zona 48
| Equipo                               | Pts | PJ | PG | PE | PP | GF | GC | Dif |
| ------------------------------------ | --- | -- | -- | -- | -- | -- | -- | --- |
| FC Tres Algarrobos (Tres Algarrobos) | 12  | 4  | 4  | 0  | 0  | 11 | 0  | 11  |
| Atlético Rivadavia (Rivadavia)       | 4   | 4  | 1  | 1  | 2  | 3  | 4  | -1  |
| Atlético Argentino (Lincoln)         | 1   | 4  | 0  | 1  | 3  | 1  | 11 | -10 |

### Zonas 49 a 57
Zona 49
| Equipo                     | Pts | PJ | PG | PE | PP | GF | GC | Dif |
| -------------------------- | --- | -- | -- | -- | -- | -- | -- | --- |
| Jorge Newbery (Junín)      | 12  | 6  | 3  | 3  | 0  | 15 | 6  | 9   |
| Sportivo Bragado (Bragado) | 10  | 6  | 2  | 4  | 0  | 12 | 7  | 5   |
| Villa Belgrano (Junín)     | 6   | 6  | 1  | 3  | 2  | 6  | 10 | -4  |
| Viamonte FC (Los Toldos)   | 2   | 6  | 0  | 2  | 4  | 7  | 17 | -10 |

Zona 50
| Equipo                                 | Pts | PJ | PG | PE | PP | GF | GC | Dif |
| -------------------------------------- | --- | -- | -- | -- | -- | -- | -- | --- |
| Atlético Chascomús (Chascomús)         | 11  | 6  | 3  | 2  | 1  | 8  | 2  | 6   |
| Asociación Coronel Brandsen (La Plata) | 11  | 6  | 3  | 2  | 1  | 7  | 2  | 5   |
| Tiro Federal (Chascomús)               | 7   | 5  | 2  | 1  | 2  | 4  | 4  | 0   |
| Independiente FC (Castelli)            | 1   | 5  | 0  | 1  | 4  | 3  | 12 | -9  |

Zona 51
| Equipo                        | Pts | PJ | PG | PE | PP | GF | GC | Dif |
| ----------------------------- | --- | -- | -- | -- | -- | -- | -- | --- |
| Atlético Rivadavia (Necochea) | 13  | 6  | 4  | 1  | 1  | 12 | 3  | 9   |
| Unión (Mar del Plata)         | 13  | 6  | 4  | 1  | 1  | 11 | 9  | 2   |
| CA Boca Juniors (Balcarce)    | 6   | 6  | 1  | 3  | 2  | 4  | 6  | -2  |
| Once Unidos (Miramar)         | 1   | 6  | 0  | 1  | 5  | 2  | 11 | -9  |

Zona 52
| Equipo                        | Pts | PJ | PG | PE | PP | GF | GC | Dif |
| ----------------------------- | --- | -- | -- | -- | -- | -- | -- | --- |
| Estudiantes (Olavarria)       | 12  | 4  | 4  | 0  | 0  | 13 | 4  | 9   |
| Azul Athletic (Azul)          | 6   | 4  | 2  | 0  | 2  | 8  | 8  | 0   |
| Ferrocarril Roca (Las Flores) | 0   | 4  | 0  | 0  | 4  | 6  | 15 | -9  |

Zona 53
| Equipo                             | Pts | PJ | PG | PE | PP | GF | GC | Dif |
| ---------------------------------- | --- | -- | -- | -- | -- | -- | -- | --- |
| Sportivo Olimpo (Tres Arroyos)     | 13  | 6  | 4  | 1  | 1  | 11 | 5  | 6   |
| Independencia (Gonzalo Chavez)     | 10  | 6  | 3  | 1  | 2  | 12 | 7  | 5   |
| Mataderos (Necochea)               | 8   | 6  | 2  | 2  | 2  | 10 | 8  | 2   |
| Leandro N. Alem (Coronel Pringles) | 3   | 6  | 1  | 0  | 5  | 7  | 20 | -13 |

Zona 54
| Equipo                                       | Pts | PJ | PG | PE | PP | GF | GC | Dif |
| -------------------------------------------- | --- | -- | -- | -- | -- | -- | -- | --- |
| San Lorenzo (Luján)                          | 12  | 6  | 3  | 3  | 0  | 11 | 5  | 6   |
| Atlético San Miguel (General Las Heras)      | 11  | 6  | 3  | 2  | 1  | 9  | 6  | 3   |
| Club Mercedes                                | 5   | 6  | 1  | 2  | 3  | 8  | 14 | -6  |
| Camioneros 15 de Diciembre (Gral. Rodríguez) | 4   | 6  | 1  | 1  | 4  | 4  | 7  | -3  |

Zona 55
| Equipo                          | Pts | PJ | PG | PE | PP | GF | GC | Dif |
| ------------------------------- | --- | -- | -- | -- | -- | -- | -- | --- |
| Sportivo Baradero (Baradero)    | 12  | 6  | 4  | 0  | 2  | 10 | 3  | 7   |
| CA Banfield (San Pedro)         | 12  | 6  | 4  | 0  | 2  | 11 | 5  | 6   |
| Bernardino Rivadavia (Baradero) | 7   | 6  | 2  | 1  | 3  | 10 | 9  | 1   |
| Los Andes (Escobar)             | 1   | 6  | 0  | 1  | 5  | 6  | 22 | -16 |

Zona 56
| Equipo                         | Pts | PJ | PG | PE | PP | GF | GC | Dif |
| ------------------------------ | --- | -- | -- | -- | -- | -- | -- | --- |
| Defensores de Salto (Salto)    | 18  | 6  | 6  | 0  | 0  | 17 | 4  | 13  |
| Obras Sanitarias (Arrecifes)   | 8   | 6  | 2  | 2  | 2  | 11 | 12 | -1  |
| Independiente (Chilvicoy)      | 3   | 6  | 0  | 3  | 3  | 7  | 12 | -4  |
| Cerámica Argentina (Chilvicoy) | 3   | 6  | 0  | 3  | 3  | 8  | 15 | -7  |

Zona 57
| Equipo                         | Pts | PJ | PG | PE | PP | GF | GC | Dif |
| ------------------------------ | --- | -- | -- | -- | -- | -- | -- | --- |
| Sportivo Barracas (Bolívar)    | 10  | 6  | 3  | 1  | 2  | 8  | 6  | 2   |
| Defensores del Este (Pehuajo)  | 8   | 6  | 2  | 2  | 2  | 6  | 8  | -2  |
| FC Argentino (Trenque Lauquen) | 7   | 6  | 2  | 1  | 3  | 9  | 9  | 0   |
| Deportivo Argentino (Pehuajo)  | 7   | 6  | 1  | 4  | 1  | 5  | 5  | 0   |

### Mejores segundos
| Grupo | Equipo                                     | Pts | PJ | PG | PE | PP | GF | GC | Dif |
| ----- | ------------------------------------------ | --- | -- | -- | -- | -- | -- | -- | --- |
| 23    | Salto Grande (Concordia)                   | 15  | 6  | 5  | 0  | 1  | 18 | 5  | 13  |
| 44    | Liniers (Bahía Blanca)                     | 13  | 6  | 4  | 1  | 1  | 10 | 5  | 5   |
| 51    | Unión (Mar del Plata)                      | 13  | 6  | 4  | 1  | 1  | 11 | 9  | 2   |
| 39    | San Lorenzo de Barrio Lindo                | 12  | 6  | 4  | 0  | 2  | 15 | 7  | 8   |
| 55    | Banfield (San Pedro)                       | 12  | 6  | 4  | 0  | 2  | 11 | 5  | 6   |
| 21    | Central Norte (S.M. de Tucumán)            | 12  | 6  | 4  | 0  | 2  | 7  | 5  | 2   |
| 11    | Alumni (Casilda)                           | 11  | 6  | 3  | 2  | 1  | 14 | 7  | 7   |
| 32    | Deportivo Unión (Roque Sáenz Peña)         | 11  | 6  | 3  | 2  | 1  | 11 | 4  | 7   |
| 35    | Estrella del Norte (Caleta Olivia)         | 11  | 6  | 3  | 2  | 1  | 14 | 9  | 5   |
| 50    | Asociación Coronel Brandsen (La Plata)     | 11  | 6  | 3  | 2  | 1  | 7  | 2  | 5   |
| 3     | Sportivo Peñarol (Chimbas)                 | 11  | 6  | 3  | 2  | 1  | 6  | 1  | 5   |
| 37    | Atlético Maronese (Neuquén)                | 11  | 6  | 3  | 2  | 1  | 10 | 6  | 4   |
| 54    | Atlético San Miguel (General Las Heras)    | 11  | 6  | 3  | 2  | 1  | 9  | 6  | 3   |
| 7     | Independiente (Beltrán)                    | 11  | 6  | 3  | 2  | 1  | 7  | 4  | 3   |
| 12    | La Perla del Oeste (Recreo)                | 10  | 6  | 2  | 4  | 0  | 15 | 9  | 6   |
| 13    | Tiro Federal (Morteros)                    | 10  | 6  | 3  | 1  | 2  | 12 | 6  | 6   |
| 53    | Independencia (Gonzales Chávez)            | 10  | 6  | 3  | 1  | 2  | 12 | 7  | 5   |
| 49    | Sportivo Bragado (Bragado)                 | 10  | 6  | 2  | 4  | 0  | 12 | 7  | 5   |
| 10    | Sportivo Norte (Rafaela)                   | 10  | 6  | 3  | 1  | 2  | 17 | 13 | 4   |
| 20    | River Plate (Embarcación)                  | 10  | 6  | 3  | 1  | 2  | 13 | 10 | 3   |
| 17    | Juventud Unida (Rosario de Lerma)          | 10  | 6  | 2  | 4  | 0  | 8  | 5  | 3   |
| 18    | Atlético Cuyaya (San Salvador)             | 10  | 6  | 3  | 1  | 2  | 8  | 6  | 2   |
| 40    | Fortin Club (Pedro Luro)                   | 10  | 6  | 3  | 1  | 2  | 7  | 5  | 2   |
| 38    | SD Sapere (Neuquén)                        | 10  | 6  | 3  | 1  | 2  | 6  | 5  | 1   |
| 5     | Andino SC (La Rioja)                       | 10  | 6  | 3  | 1  | 2  | 6  | 7  | 1   |
| 33    | Sportivo Argentino (Hermoso Campo)         | 10  | 6  | 3  | 1  | 2  | 11 | 14 | -3  |
| 29    | Defensores de Formosa (Formosa)            | 10  | 6  | 3  | 1  | 2  | 8  | 11 | -3  |
| 46    | SAC Florencio Varela (Chilvicoy)           | 9   | 6  | 2  | 3  | 1  | 9  | 5  | 4   |
| 8     | Unión Santiago (Santiago del Estero)       | 9   | 6  | 2  | 3  | 1  | 6  | 4  | 2   |
| 43    | Jorge Newbery (Laprida)                    | 9   | 6  | 3  | 0  | 3  | 12 | 11 | 1   |
| 15    | Sportivo y Biblioteca Atenas (Río Cuarto)  | 9   | 6  | 3  | 0  | 3  | 11 | 10 | 1   |
| 34    | Real Madrid (Río Grande)                   | 9   | 6  | 3  | 0  | 3  | 10 | 10 | 0   |
| 25    | Atlético María Grande (María Grande)       | 9   | 6  | 2  | 3  | 1  | 9  | 9  | 0   |
| 42    | Atlético y Progreso Brandsen (Brandsen)    | 9   | 6  | 3  | 0  | 3  | 9  | 11 | -2  |
| 30    | Atlético Independente Tirol (Puerto Tirol) | 9   | 6  | 2  | 3  | 1  | 8  | 10 | 2   |
| 16    | Sportivo Alberdi (Lib. Gral. San Martín)   | 8   | 6  | 2  | 2  | 2  | 10 | 7  | 3   |
| 19    | Unión Calilegua (Calilegua)                | 8   | 6  | 2  | 2  | 2  | 10 | 7  | 3   |
| 31    | Don Orione AC (Barranqueras)               | 8   | 6  | 2  | 2  | 2  | 8  | 6  | 2   |
| 41    | Atlético Villa Gesell (Villa Gesell)       | 8   | 6  | 2  | 2  | 2  | 7  | 5  | 2   |
| 14    | Fundación San Jorge (Brinkmann)            | 8   | 6  | 2  | 2  | 2  | 6  | 4  | 2   |
| 47    | CSD Ascensión (Ascensión)                  | 8   | 6  | 2  | 2  | 2  | 11 | 10 | 1   |
| 22    | Atlético Nueva Vizcaya (Nueva Vizcaya)     | 8   | 6  | 2  | 2  | 2  | 5  | 5  | 0   |
| 24    | Talleres MP (Paraná)                       | 8   | 6  | 2  | 2  | 2  | 13 | 14 | -1  |
| 56    | Obras Sanitarias (Arrecifes)               | 8   | 6  | 2  | 2  | 2  | 11 | 12 | -1  |
| 4     | Sportivo Mercedes (Villa Mercedes)         | 8   | 6  | 2  | 2  | 2  | 2  | 3  | -1  |
| 57    | Defensores del Este (Pehuajo)              | 8   | 6  | 2  | 2  | 2  | 6  | 8  | -2  |
| 6     | Atlético Rivadavia (Andalgala)             | 7   | 6  | 1  | 4  | 1  | 7  | 8  | -1  |

## Segunda fase

### Primer ascenso
| Local - Ida                            | Global        | Local - Vuelta                     | Ida   | Vuelta |
| -------------------------------------- | ------------- | ---------------------------------- | ----- | ------ |
| Sp. Atenas (Río Cuarto)                | 3 - 1         | Argentino Peñarol                  | 1 - 0 | 2 - 1  |
| Esc. Presidente Roca                   | 4 - 5         | San Martín (Monte Buey)            | 2 - 4 | 2 - 1  |
| Unión Santiago                         | 2 - 1         | Sarmiento (La Banda)               | 1 - 1 | 1 - 0  |
| Talleres General Belgrano (Añatuya)    | (3) 1 - 1 (4) | Independiente (Beltrán)            | 1 - 1 | 0 - 0  |
| Deportivo Chilecito                    | 0 - 6         | Atlético Argentino (Mendoza)       | 0 - 1 | 0 - 5  |
| Deportivo Bowen                        | (4) - (3)     | Del Bono                           | 2 - 1 | 1 - 2  |
| Andino S.C.                            | 1 - 2         | San Lorenzo de Alem                | 1 - 0 | 0 - 2  |
| Sportivo Peñarol (Chimbas)             | 5 - 2         | Américo Tesorieri                  | 3 - 2 | 2 - 0  |
| Sp. Alberdi (Lib. Gral. San Martín)    | 2 - 3         | Altos Hornos Zapla (Palpalá)       | 1 - 1 | 1 - 2  |
| Unión Calilegua                        | 4 - 5         | River Plate (Embarcación)          | 3 - 3 | 1 - 2  |
| Atlético Charata                       | 1 - 3         | Deportivo Unión (Roque Saenz Peña) | 1 - 1 | 0 - 2  |
| Sportivo Cultural (Juán José Castelli) | (5) 3 - 3 (4) | Sportivo Argentino (Hermoso Campo) | 3 - 3 | 0 - 0  |
| Atlético Cuyaya (San Salvador)         | 2 - 3         | Deportivo El Galpón                | 0 - 1 | 2 - 2  |
| Independiente (Hipolito Yrigoyen)      | 6 - 5         | Tiro y Deportes Río Grande         | 6 - 2 | 0 - 3  |
| Central Norte (S.M. de Tucumán)        | (4) 2 - 2 (2) | Juventud Unida (Rosario de Lerma)  | 2 - 1 | 0 - 1  |
| Atlético Sanidad (Salta)               | 0 - 1         | Atlético Famaillá                  | 0 - 0 | 0 - 1  |

| Local - Ida                            | Global        | Local - Vuelta                     | Ida   | Vuelta |
| -------------------------------------- | ------------- | ---------------------------------- | ----- | ------ |
| Sp. Atenas (Río Cuarto)                | 3 - 2         | San Martín (Monte Buey)            | 1 - 1 | 2 - 1  |
| Unión Santiago                         | (4) 2 - 2 (3) | Independiente (Beltrán)            | 1 - 0 | 1 - 2  |
| Atlético Argentino (Mendoza)           | 5 - 3         | Deportivo Bowen                    | 5 - 2 | 0 - 1  |
| San Lorenzo de Alem                    | 3 - 7         | Sportivo Peñarol (Chimbas)         | 2 - 2 | 1 - 5  |
| Altos Hornos Zapla (Palpalá)           | (5) 4 - 4 (3) | River Plate (Embarcación)          | 0 - 0 | 4 - 4  |
| Sportivo Cultural (Juán José Castelli) | (5) 4 - 4 (6) | Deportivo Unión (Roque Saenz Peña) | 3 - 3 | 1 - 1  |
| Independiente (Hipolito Yrigoyen)      | 4 - 3         | Deportivo El Galpón                | 2 - 1 | 2 - 2  |
| Central Norte (S.M. de Tucumán)        | 5 - 6         | Atlético Famaillá                  | 2 - 2 | 3 - 4  |

| Local - Ida                       | Global        | Local - Vuelta                     | Ida   | Vuelta |
| --------------------------------- | ------------- | ---------------------------------- | ----- | ------ |
| Sp. Atenas (Río Cuarto)           | (5) 3 - 3 (4) | Unión Santiago                     | 1 - 1 | 2 - 2  |
| Atlético Argentino (Mendoza)      | 6 - 0         | Sportivo Peñarol (Chimbas)         | 5 - 0 | 1 - 0  |
| Altos Hornos Zapla (Palpalá)      | 2 - 1         | Deportivo Unión (Roque Sáenz Peña) | 1 - 1 | 1 - 0  |
| Independiente (Hipólito Yrigoyen) | 0 - 3         | Atlético Famaillá                  | 0 - 1 | 0 - 2  |

| Local - Ida                                                                                              | Global        | Local - Vuelta               | Ida   | Vuelta |
| --- | ------------- | ---------------------------- | ----- | ------ |
| Sp. Atenas (Río Cuarto)                                                                                  | (7) 2 - 2 (6) | Atlético Argentino (Mendoza) | 1 - 2 | 1 - 0  |
| Atenas (Río Cuarto) clasificado a la final, Atlético Argentino jugará la fase previa de las promociones. |               |                              |       |        |
| Altos Hornos Zapla (Palpalá)                                                                             | 1 - 5         | Atlético Famaillá            | 0 - 3 | 1 - 2  |
| Atlético Famaillá clasificado a la final, Altos Hornos Zapla jugará la fase previa de las promociones.   |               |                              |       |        |

#### Final
| Local - Ida                                                                                | Global        | Local - Vuelta    | Ida   | Vuelta |
| ------------------------------------------------------------------------------------------ | ------------- | ----------------- | ----- | ------ |
| Sp. Atenas (Río Cuarto)                                                                    | (5) 2 - 2 (3) | Atlético Famaillá | 1 - 1 | 1 - 1  |
| Atenas (Río Cuarto) ascendió al Torneo Argentino B, Atlético Famaillá jugará la promoción. |               |                   |       |        |

### Segundo ascenso
| Local - Ida                            | Global        | Local - Vuelta                     | Ida   | Vuelta |
| -------------------------------------- | ------------- | ---------------------------------- | ----- | ------ |
| Don Orione A.C.                        | 0 - 1         | General San Martín (Formosa)       | 0 - 0 | 0 - 1  |
| Dep. Puente Seco (Paso de los Libres)  | 1 - 2         | Huracán (Posadas)                  | 1 - 1 | 0 - 1  |
| Defensores de Belgrano (Villa Ramallo) | (4) 3 - 3 (3) | Belgrano (Paraná)                  | 3 - 2 | 0 - 1  |
| Alumni (Casilda)                       | 1 - 4         | Atlético Paraná                    | 1 - 3 | 0 - 1  |
| Atlético María Grande                  | 0 - 3         | Colegiales (Concordia)             | 0 - 2 | 0 - 1  |
| Salto Grande (Concordia)               | 3 - 0         | Independiente (Villa del Rosario)  | 1 - 0 | 2 - 0  |
| Deportivo Fontana (Formosa)            | 3 - 8         | Sportivo Ferroviario               | 2 - 4 | 1 - 4  |
| Defensores de Formosa                  | 5 - 2         | Independiente Tirol                | 4 - 1 | 1 - 1  |
| Florencio Varela (Chivilcoy)           | 0 - 3         | Jorge Newbery (Junín)              | 0 - 2 | 0 - 1  |
| Defensores de Salto                    | 8 - 0         | Sportivo Baradero                  | 4 - 0 | 4 - 0  |
| Banfield (San Pedro)                   | (3) 4 - 4 (2) | Atlético Caza y Pesca              | 1 - 2 | 3 - 2  |
| Asociación Coronel Brandsen (La Plata) | (2) 3 - 3 (4) | San Lorenzo (Luján)                | 1 - 1 | 2 - 2  |
| Sportivo Norte (Rafaela)               | 1 - 2         | Sportivo Rivadavia (Venado Tuerto) | 1 - 1 | 0 - 1  |
| Tiro Federal (Morteros)                | 3 - 2         | La Perla del Oeste (Recreo)        | 2 - 1 | 1 - 1  |
| Libertad (San Jeronimo Norte)          | 5 - 3         | Americano (Carlos Pellegrini)      | 1 - 2 | 4 - 1  |
| Ocampo Fábrica                         | 0 - 1         | Sanjustino                         | 0 - 1 | 0 - 0  |

| Local - Ida                            | Global | Local - Vuelta          | Ida   | Vuelta |
| -------------------------------------- | ------ | ----------------------- | ----- | ------ |
| General San Martín (Formosa)           | 5 - 2  | Huracán (Posadas)       | 3 - 0 | 2 - 2  |
| Defensores de Belgrano (Villa Ramallo) | 4 - 2  | Atlético Paraná         | 2 - 0 | 2 - 2  |
| Salto Grande (Concordia)               | 2 - 5  | Colegiales (Concordia)  | 1 - 3 | 1 - 2  |
| Sportivo Ferroviario                   | 3 - 4  | Defensores de Formosa   | 2 - 1 | 1 - 3  |
| Jorge Newbery (Junín)                  | 1 - 5  | Defensores de Salto     | 0 - 1 | 1 - 4  |
| Banfield (San Pedro)                   | 6 - 4  | San Lorenzo (Luján)     | 4 - 2 | 2 - 2  |
| Sportivo Rivadavia (Venado Tuerto)     | 2 - 5  | Tiro Federal (Morteros) | 1 - 0 | 1 - 5  |
| Libertad (San Jerónimo Norte)          | 2 - 4  | Sanjustino              | 2 - 1 | 0 - 3  |

| Local - Ida                  | Global        | Local - Vuelta                         | Ida   | Vuelta |
| ---------------------------- | ------------- | -------------------------------------- | ----- | ------ |
| General San Martín (Formosa) | (2) 2 - 2 (4) | Defensores de Belgrano (Villa Ramallo) | 1 - 1 | 1 - 1  |
| Colegiales (Concordia)       | (5) 2 - 2 (4) | Defensores de Formosa                  | 2 - 0 | 0 - 2  |
| Defensores de Salto          | 7 - 1         | Banfield (San Pedro)                   | 5 - 1 | 2 - 0  |
| Tiro Federal (Morteros)      | 7 - 1         | Sanjustino                             | 6 - 0 | 1 - 1  |

| Local - Ida                                                                                         | Global        | Local - Vuelta          | Ida   | Vuelta |
| --------------------------------------------------------------------------------------------------- | ------------- | ----------------------- | ----- | ------ |
| Defensores de Belgrano (Villa Ramallo)                                                              | 2 - 5         | Colegiales (Concordia)  | 1 - 0 | 1 - 5  |
| Colegiales clasificado a la final, Defensores de Belgrano jugará la fase previa de las promociones. |               |                         |       |        |
| Defensores de Salto                                                                                 | (0) 2 - 2 (3) | Tiro Federal (Morteros) | 0 - 0 | 2 - 2  |
| Tiro Federal clasificado a la final, Defensores de Salto jugará la fase previa de las promociones.  |               |                         |       |        |

#### Final
| Local - Ida                                                                  | Global | Local - Vuelta          | Ida   | Vuelta |
| ---------------------------------------------------------------------------- | ------ | ----------------------- | ----- | ------ |
| Colegiales (Concordia)                                                       | 2 - 3  | Tiro Federal (Morteros) | 2 - 1 | 0 - 2  |
| Tiro Federal ascendió al Torneo Argentino B, Colegiales jugará la promoción. |        |                         |       |        |

### Tercer ascenso
| Local - Ida                       | Global        | Local - Vuelta                             | Ida   | Vuelta |
| --------------------------------- | ------------- | ------------------------------------------ | ----- | ------ |
| Sapere (Neuquén)                  | 3 - 0         | Petrolero Argentino (Plaza Huincul)        | 1 - 0 | 2 - 0  |
| Maronese                          | 6 - 2         | Independiente (Río Colorado)               | 3 - 0 | 3 - 2  |
| Real Madrid (Río Grande)          | 1 - 2         | Deportivo Sarmiento (Comodoro Rivadavia)   | 0 - 1 | 1 - 1  |
| Petroquímica (Comodoro Rivadavia) | 1 - 0         | Boxing Club (Río Gallegos)                 | 1 - 0 | 0 - 0  |
| Fortín Club (Pedro Luro)          | 1 - 2         | C.S. y D. Carmen de Patagones              | 0 - 1 | 1 - 1  |
| San Lorenzo de Barrio Lindo       | (1) 1 - 1 (3) | Estrella del Norte (Caleta Olivia)         | 1 - 1 | 0 - 0  |
| Independencia (Gonzales Chavez)   | 3 - 4         | Liniers (Bahía Blanca)                     | 2 - 2 | 1 - 2  |
| Sansisena (General Daniel Cerri)  | 5 - 1         | Olimpo (Tres Arroyos)                      | 3 - 1 | 2 - 0  |
| Jorge Newbery (Laprida)           | (5) 1 - 1 (6) | Atlético Rivadavia (Necochea)              | 1 - 0 | 0 - 1  |
| Estudiantes (Olavarría)           | -             | Huracán (Saladillo)                        | 2 - 2 | 3 - 1  |
| Sportivo Bragado                  | 4 - 2         | Barracas (Bolivar)                         | 0 - 1 | 4 - 1  |
| Ferro Carril Oeste (General Pico) | 1 - 5         | F.C. Tres Algarrobos                       | 1 - 0 | 0 - 5  |
| San Miguel (Gral. Las Heras)      | (4) 3 - 3 (2) | Atlético Chascomús                         | 2 - 1 | 1 - 2  |
| Unión (Mar del Plata)             | 9 - 1         | Atlético San Manuel                        | 7 - 0 | 2 - 1  |
| Atlético y Progreso Brandsen      | 7 - 3         | Deportivo Los del Clan (General Madariaga) | 4 - 2 | 3 - 1  |
| Atlético Villa Gesell             | 0 - 6         | Estrella (Berisso)                         | 0 - 4 | 0 - 2  |

| Local - Ida                              | Global        | Local - Vuelta                     | Ida   | Vuelta |
| ---------------------------------------- | ------------- | ---------------------------------- | ----- | ------ |
| Maronese                                 | 2 - 1         | Sapere (Neuquén)                   | 1 - 0 | 1 - 1  |
| Deportivo Sarmiento (Comodoro Rivadavia) | (3) 3 - 3 (1) | Petroquímica (Comodoro Rivadavia)  | 3 - 1 | 0 - 2  |
| C.S. y D. Carmen de Patagones            | 2 - 0         | Estrella del Norte (Caleta Olivia) | 2 - 0 | 0 - 0  |
| Liniers (Bahía Blanca)                   | 3 - 2         | Sansisena (General Daniel Cerri)   | 1 - 1 | 2 - 1  |
| Atlético Rivadavia (Necochea)            | 4 - 1         | Estudiantes (Olavarría)            | 2 - 1 | 2 - 0  |
| Sportivo Bragado                         | 1 - 5         | F.C. Tres Algarrobos               | 0 - 0 | 1 - 5  |
| San Miguel (Gral. Las Heras)             | 1 - 4         | Unión (Mar del Plata)              | 0 - 3 | 1 - 1  |
| Atlético y Progreso Brandsen             | 2 - 4         | Estrella (Berisso)                 | 1 - 0 | 1 - 4  |

| Local - Ida                   | Global | Local - Vuelta                           | Ida   | Vuelta |
| ----------------------------- | ------ | ---------------------------------------- | ----- | ------ |
| Maronese                      | 6 - 2  | Deportivo Sarmiento (Comodoro Rivadavia) | 3 - 1 | 3 - 1  |
| C.S. y D. Carmen de Patagones | 1 - 3  | Liniers (Bahía Blanca)                   | 0 - 2 | 1 - 1  |
| Atlético Rivadavia (Necochea) | 2 - 3  | F.C. Tres Algarrobos                     | 0 - 1 | 2 - 2  |
| Unión (Mar del Plata)         | 5 - 4  | Estrella (Berisso)                       | 4 - 0 | 1 - 4  |

| Local - Ida                                                                                  | Global        | Local - Vuelta         | Ida   | Vuelta |
| -------------------------------------------------------------------------------------------- | ------------- | ---------------------- | ----- | ------ |
| Maronese                                                                                     | 1 - 6         | Liniers (Bahía Blanca) | 0 - 2 | 1 - 4  |
| Liniers clasificado a la final, Maronese jugará la fase previa de las promociones.           |               |                        |       |        |
| F.C. Tres Algarrobos                                                                         | (1) 1 - 1 (3) | Unión (Mar del Plata)  | 1 - 1 | 0 - 0  |
| Unión clasificado a la final, F.C. Tres Algarrobos jugará la fase previa de las promociones. |               |                        |       |        |

#### Final
| Local - Ida                                                        | Global | Local - Vuelta        | Ida   | Vuelta |
| ------------------------------------------------------------------ | ------ | --------------------- | ----- | ------ |
| Liniers (Bahía Blanca)                                             | 5 - 2  | Unión (Mar del Plata) | 2 - 1 | 3 - 1  |
| Liniers ascendió al Torneo Argentino B, Unión jugará la promoción. |        |                       |       |        |

## Promociones
Los encuentros de promoción fueron disputados por seis (6) equipos provenientes del Torneo Argentino B y seis (6) equipos provenientes del Torneo del Interior.

Tres de los seis equipos provenientes del T.D.I. fueron los perdedores de las finales, mientras que las otras tres plazas se definieron entre los perdedores de las semifinales.

### Fase previa
Los seis perdedores de la cuarta eliminatoria se enfrentaron por el derecho a jugar partidos de promoción contra equipos del Torneo Argentino B. Se jugaron series donde resultaba ganador el equipo con más cantidad de puntos o con mayor diferencia de gol. En caso de igualdad en puntos y goles, la serie se definía por penales
| Altos Hornos Zapla (Palpalá)          | 3 - 2 | Atlético Argentino (Mendoza) | 6 de mayo de 2007  |
| Atlético Argentino (Mendoza)          | 2 - 0 | Altos Hornos Zapla (Palpalá) | 12 de mayo de 2007 |
| Atlético Argentino jugó la promoción. |       |                              |                    |

| Defensores de Salto                    | 4 - 1 | Def. de Belgrano (Villa Ramallo) | 6 de mayo de 2007  |
| Def. de Belgrano (Villa Ramallo)       | 1 - 1 | Defensores de Salto              | 13 de mayo de 2007 |
| Defensores de Salto jugó la promoción. |       |                                  |                    |

| F.C. Tres Algarrobos                    | 5 - 1 | Maronese (Neuquén)   | 6 de mayo de 2007  |
| Maronese (Neuquén)                      | 2 - 2 | F.C. Tres Algarrobos | 13 de mayo de 2007 |
| F.C. Tres Algarrobos jugó la promoción. |       |                      |                    |

### Promociones
Integrada por los finalistas del T.D.I., los ganadores de la fase previa y los equipos que debían disputar la promoción provenientes del Torneo Argentino B.
 Se jugaron series entre un equipo del T.D.I. y uno del T.A.B. donde resultaba ganador el equipo con más cantidad de puntos o con mayor diferencia de gol. Cabe destacar que en caso de empate en puntos y diferencia de gol, el equipo de la división superior poseía ventaja deportiva y automáticamente ganaba la serie.
| Defensores de Salto                                                        | 1 - 1 | Sportivo Las Parejas | 20 de mayo de 2007 |
| Sportivo Las Parejas                                                       | 1 - 3 | Defensores de Salto  | 26 de mayo de 2007 |
| Defensores de Salto asciende al Torneo Argentino B con un global de 4 - 2. |       |                      |                    |

| Unión (Mar del Plata)                                                          | 0 - 1 | Deportivo Coreano (Lobos) | 20 de mayo de 2007 |
| Deportivo Coreano (Lobos)                                                      | 2 - 1 | Unión (Mar del Plata)     | 26 de mayo de 2007 |
| Deportivo Coreano se mantiene en el Torneo Argentino B con un global de 3 - 1. |       |                           |                    |

| Atlético Famaillá                                                        | 2 - 2 | Sarmiento (Resistencia) | 20 de mayo de 2007 |
| Sarmiento (Resistencia)                                                  | 0 - 1 | Atlético Famaillá       | 27 de mayo de 2007 |
| Atlético Famaillá asciende al Torneo Argentino B con un global de 3 - 2. |       |                         |                    |

| F.C. Tres Algarrobos                                                        | 1 - 0 | Huracán (Comodoro Rivadavia) | 20 de mayo de 2007 |
| Huracán (Comodoro Rivadavia)                                                | 1 - 2 | F.C. Tres Algarrobos         | 27 de mayo de 2007 |
| F.C. Tres Algarrobos asciende al Torneo Argentino B con un global de 3 - 1. |       |                              |                    |

| Atlético Argentino (Mendoza)                                                 | 2 - 2 | Gimnasia y Tiro (Salta)      | 20 de mayo de 2007 |
| Gimnasia y Tiro (Salta)                                                      | 1 - 0 | Atlético Argentino (Mendoza) | 27 de mayo de 2007 |
| Gimnasia y Tiro se mantiene en el Torneo Argentino B con un global de 3 - 2. |       |                              |                    |

| Colegiales (Concordia)                                            | 3 - 0 | Atlético Uruguay       | 20 de mayo de 2007 |
| Atlético Uruguay                                                  | 2 - 2 | Colegiales (Concordia) | 27 de mayo de 2007 |
| Colegiales asciende al Torneo Argentino B con un global de 5 - 2. |       |                        |                    |